# Pilophorus perplexus
Pilophorus perplexus is een wants uit de familie van de blindwantsen (Miridae). De soort werd het eerst wetenschappelijk beschreven door Douglas en Scott in 1875.

## Uiterlijk
De donkerbruine tot zwarte wants kan 4 tot 5 mm lang zijn en heeft altijd lange vleugels (macropteer) met aan het einde op de cuneus een witte vlek. Het doorzichtige gedeelte van de vleugels is donkergrijs. De vleugels zijn verder donkerbruin tot roodbruin en hebben twee witte dwarslijnen die bestaan uit kleine haartjes. De bovenste witte lijn is in het midden onderbroken, de onderste lijn loopt wel door over de hele breedte van het lichaam. De kop en het halsschild (pronotum) zijn donkerbruin. Het schildje (scutellum) is ook donkerbruin tot zwart met uitzondering van twee witte lengtestrepen en een wit vlekje onder in de punt. De steeksnuit wordt in rust onder het lichaam gehouden en reikt dan tot de achterste heupen. De poten zijn bruin en de dijen van de achterpoten donkerder. Van de bruine antennen is het tweede segment aan het eind iets donkerder en dikker dan de rest. Het derde en vierde segment zijn donkerbruin maar wit aan de basis. Pilophorus perplexus lijkt veel op Pilophorus simulans. Behalve dat Pilophorus simulans zeer zeldzaam is in Nederland en Pilophorus perplexus algemeen voorkomt zijn er ook verschillen in de lengte van de steeksnuit en subtiele verschillen in de zilverwitte beharing.

## Leefwijze
De wantsen overwinteren als eitje en er is één generatie per jaar. Van midden juni tot eind september kan de soort soms worden gevonden op coniferen maar meestal op diverse loofbomen zoals eik, es, esdoorn, linde, wilg en populier. Naast plantaardig voedsel staan ook kleine diertjes zoals spintmijten (Tetranychidae), bladvlooien (Psyllidae) en bijvoorbeeld bladluizen (Aphidoidea) op het menu.

## Leefgebied
De soort komt voor in het palearctisch gebied, Europa, Noord-Afrika, het Midden-Oosten tot aan de Kaukasus. Inmiddels is de wants ook in Noord-Amerika geïntroduceerd. In Nederland komt de soort algemeen voor op loofbomen en struiken in bossen, tuinen en parken met uitzondering van Groningen en Flevoland. 